# Maison de Robert Schuman

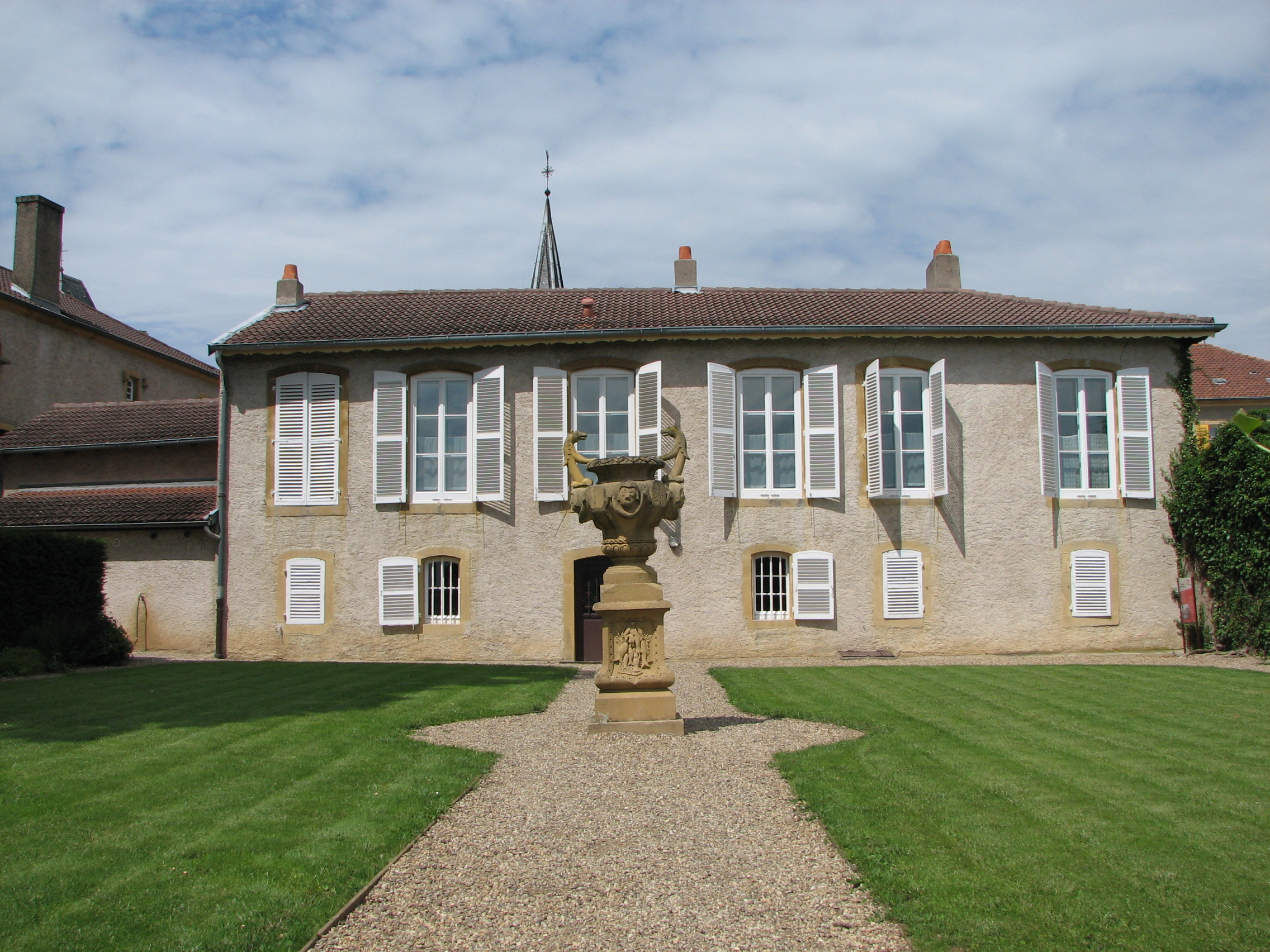
Habitation principale vue depuis le jardin

La maison de Robert Schuman est une demeure située sur le mont Saint-Quentin dans le village de Scy-Chazelles en Moselle. Il s’agit de la résidence principale du « père de l’Europe » Robert Schuman entre 1926 et 1963.
La maison de Robert Schuman a été transformée en musée par le département de la Moselle. Ce musée comprend à la fois la maison et son jardin qui ont été aménagés afin de reproduire fidèlement l’aspect des lieux à l'époque de Robert Schuman. Il comprend également une exposition permanente sur la vie et l’œuvre européenne de Robert Schuman ainsi qu’une salle d’expositions temporaires et un auditorium.
Dans le parc, une sculpture intitulée la Flamme de l'Europe, du sculpteur Jean-Yves Lechevallier a été érigée en 1977 pour célébrer le 20e anniversaire des traités de Rome.
La maison de Robert Schuman est l’un des trois sites culturels français qui a reçu le label « patrimoine européen » en mars 2007.
Le Centre européen Robert Schuman est en partie situé dans le musée et y organise de nombreuses activités de découverte et de promotion de l'Europe.

## Tourisme
La maison de Robert Schuman fait partie du réseau des Grands Sites de Moselle. Appartenant au Conseil Départemental de la Moselle, elle fait également partie du réseau Moselle Passion. 

Le jardin, baptisé Jardin des Plantes de Chez Nous fait partie du réseau transfrontalier Jardins sans Limites.